# Straupe
Straupe anciennement Lielstraupe (en allemand Groß-Roop) est un village dans la Vidzeme en Lettonie. La commune est située sur les rives de la Brasla près de la route A3, à 70 km de Riga. C'est le centre administratif du Straupes pagasts situé dans le Pārgaujas novads. C'était autrefois une petite ville hanséatique de Livonie qui avait les privilèges de ville depuis 1374. Le blason de la commune de Straupe reprend en partie les armoiries des Rosen qui habitaient l'endroit en XIIIe siècle. Le célèbre chimiste Paul Walden fut baptisé dans l'église de cette congrégation.
Straupe comptait 1 496 habitants en 2005.

## Domaines
- Avant les réformes agraires consécutives à l'indépendance de la Lettonie, Roop (aujourd'hui Straupe) était entourée des terres de la famille von Rosen qui demeurait au château de Gross-Roop.
- La famille von Meyendorff possédait les terres de Klein-Roop, avec leur manoir, à proximité